# Stać tam, gdzie stało ZOMO

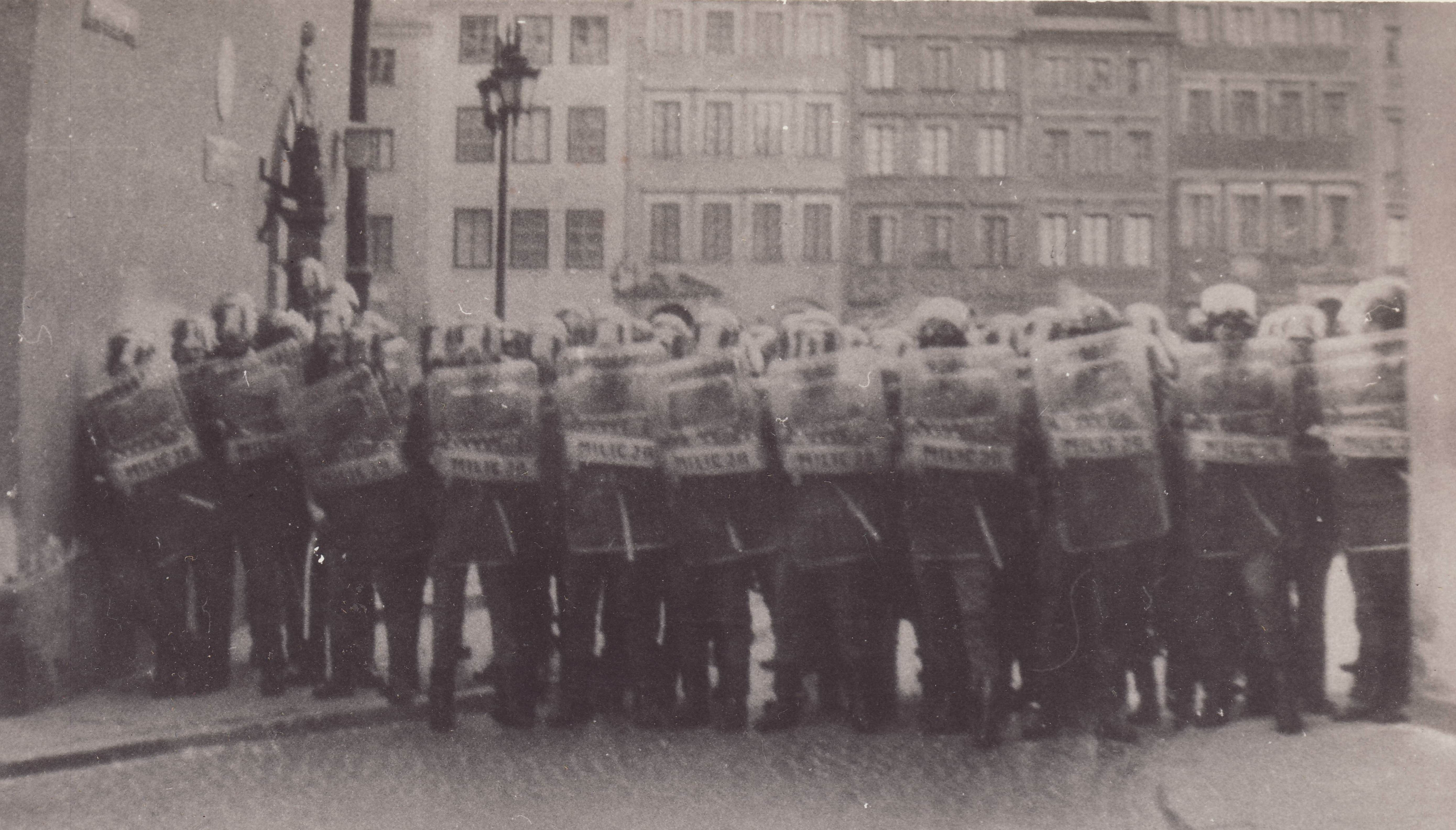
Zomowcy stojący w zwężeniu uliczki, blokując drogę

Stać tam, gdzie stało ZOMO – polityczna obelga stosowana przez polskie osoby publiczne wobec swoich przeciwników, mająca na celu zrównać ich postawę z postawą reżimu PRL-owskiego.
Za twórcę tego frazesu uznaje się Jarosława Kaczyńskiego, który przemawiając 1 października 2006 roku w Stoczni Gdańskiej, odnosząc się do części członków dawnej opozycji antykomunistycznej powiedział „My jesteśmy tu, gdzie wtedy, oni tam, gdzie stało ZOMO”, co spotkało się z ostrą reakcją, a potem było na przestrzeni lat w mediach przytaczane, zapisując się w ten sposób na stałe w polskiej debacie publicznej.
W 2017 roku o „stanie tam, gdzie stało ZOMO” oskarżony przez Krystynę Pawłowicz został Piotr Fronczewski oraz Jan Rulewski, a rok później o to samo oskarżany był przez prawicowych publicystów Andrzej Duda. W 2020 roku Piotra Dudę o to oskarżał Lech Wałęsa, przez co później musiał przeprosić. W 2021 „stać tam, gdzie stało ZOMO” według Borysa Budki miało PiS.